# 二十四長
二十四长，汉朝时匈奴世袭官员的统称。統兵，号“萬騎”。为军队基本单位长官。
西汉时匈奴置二十四长，即匈奴自单于以下至二十四位王公大臣。为地方性长官，各有分地，自己置官属。其下置千長、百長、什長、裨小王、相国、都尉、当户、且渠。包括左右賢王、左右谷蠡王、左右大將、左右大都尉、左右大當戶、左右骨都侯，下至当户，大者万骑，小者数千。